# Marc Ronet
Marc Ronet est un peintre et graveur français né le 7 février 1937, à Marcq-en-Barœul. Il vit et travaille à Halluin dans le Nord.

## Biographie
Marc Ronet pressent sa carrière artistique dès son enfance lorsqu'il découvre la descente de croix de Rubens au palais des beaux-arts de Lille. « Quand on a 7 ans, on ne ressent que de l’émotion pure, l’histoire de rencontres, l’histoire d’une grande émotion, une émotion qui deviendra ma respiration, une nécessité, qui engendrera la marche, celle de l’esprit », dit-il.
De 1957 à 1959, il étudie à l'académie Saint-Luc à Tournai, où il est élève d’Eugène Dodeigne. Durant cette formation, au cours d’un voyage de classe en Italie, il découvre les œuvres de Piero Della Francesca, Giotto et Fra Angelico. Il y rencontre Eugène Leroy, venu visiter l’institut ; c'est le début d’une relation entre les deux peintres qui feront partie de l’aventure du groupe de Roubaix.
En 1959, il entre à l'école des arts appliqués à Paris, où il suit les conférences de Le Corbusier et les cours de Jean Prouvé.
Sa première exposition personnelle se tient à la galerie Renar à Roubaix, en 1964.
Parallèlement à sa carrière de peintre et graveur, Marc Ronet a enseigné dans le secondaire de 1962 à 1997, année où il prit sa retraite.

## Commentaires
« […] ce qui compte ici, comme le professait Leroy, c'est la peinture, pleine et entière, c'est-à-dire de la lumière surgissant de la matière colorée. Et elle donne, cette lumière, une certaine idée de la poésie, feutrée, intimiste, le regard que Marc Ronet porte sur le monde, ses sensations et sa vie (l'expérience, l'affect) unies pour produire une émotion douce et singulière que le peintre cherche ici par et dans la peinture, à restituer - "trouver un certain ordre, une harmonie", disait Leroy. »

— Olivier Céna, « Ils ne lâchent rien », Télérama

« Diptyques irréguliers et assemblés sommairement, aux coupures apparentes, toiles de format plus haut que large, bâtons fixés sur le support et qui dépassent parfois le cadre. Cet ensemble d'éléments perturbateurs heurte le regard, l'oblige à constater que l'artiste cherche à mettre en scène non seulement l'image à laquelle il ne renonce jamais, mais aussi les composants qui participent à sa réalisation. Pour lui, être peintre, c'est accepter de manipuler couleurs, pigments, liants, c'est être le fabricant de ces surfaces épaisses et colorées. »

— Itzhak Goldberg, « Le paysage se met à table », supplément à L'Humanité

## Expositions

### Expositions personnelles
- 2023:
  - « Marc Ronet | La peinture obstinée : une donation »[5], La Piscine - Musée d’Art et d’Industrie André Diligent, Roubaix
  - « La main & le geste »[6], MUba Eugène Leroy, Tourcoing
  - Salon LilleArtUp![7]
- 2017 : 
  - 28e salon des artistes de Mouvaux[8].
- 2016 : « Apparition/Révélation » (gravures)[1], école d'art de Saint-Omer.
- 2015 : « Marc Ronet, d’un état à l’autre » (gravures), galerie Univer/Colette Colla, Paris[9].

### Expositions collectives
- 2016 : « Eugène Leroy en miroir | Histoires d’ondes, histoires d’eau »[10], MUba Eugène Leroy, Tourcoing

## Collections et institutions publiques

### Collections
- Lille Métropole Musée d'art moderne, d'art contemporain et d'art brut, LaM
- Palais des beaux-arts de Lille
- Lieu d'art et action contemporaine de Dunkerque
- MUba Eugène Leroy, Tourcoing
- Musée du dessin et de l'estampe originale de Gravelines
- La Piscine - musée d’art et d’industrie André Diligent, Roubaix

### Institutions
- Fondation Septentrion, Marcq-en-Barœul
- Musée diocésain d’art sacré, cathédrale de la Treille, Lille